# Cote de Pablo
Cote de Pablo (Santiago de Chile, 1979. november 12.–) chilei származású amerikai színésznő.
Legismertebb alakítása az NCIS című televíziós sorozatban Ziva David.

## Élete
Cote de Pablo 1979. november 12-én született a chilei Santiagóban Francisco de Pablo és María Olga Fernández gyermekeként. Tízévesen elköltözött Miamiba, miután anyja állást vállalt egy spanyol nyelvű tévécsatornánál. Először az Arvida Middle School-ba iratkozott be Miami-ban, majd később, mikor Pittsburgh-be költözött, a Carnegie Mellon University-ben tanult tovább. 2000-ben lediplomázott, majd színházi színészetet tanult.
Egy lánygyermeke van.

## Színészi pályafutása
2000-ben Cote feltűnt különböző színházi előadásokban, mint például: Indiscretions, The Fantasticks, The House of Bernarda Alba. 2004-ben vezette a Control TV show-t, a születési nevén (María José de Pablo), az Enternainment Tonight házigazdájával, Carlos Ponce-val. Ez volt az első TV-s szereplése. 2001-ben Cote feltűnt a New York City Public Theater színpadján, egy Shakespeare drámában, és később még más tévés szerepekben. Szerepelt a Latina-ban, a rövid életű The Education of Max Bickford-ban, és a The Jury-ban.
2005-ben, a 3. évadtól csatlakozott az NCIS szereplőgárdájához mint Ziva David, izraeli Moszad összekötő tiszt. De Pablo úgy írta le a karakterét, hogy valaki aki "teljesen különbözik a többi szereplőtől", mert "férfiak között volt egész életében, férfiak parancsoltak neki. Nem fél a férfiaktól." 2013-ban, a 11. évad 2. részét követően kiszállt a sorozatból.

## Filmográfia
- 2009. The Last Rites of Ransom Pride - (Bruja)
- 2005-2013. NCIS - (Ziva David)
- 2004. The Jury - (Marguerite Cisneros)
- 2002. ToCA Race Driver - (Melanie Sanchez - hang)
- 1994. Control